# Industriegebiet

Symbol der Richtlinien für die wegweisende Beschilderung außerhalb von Autobahnen für ein Industriegebiet

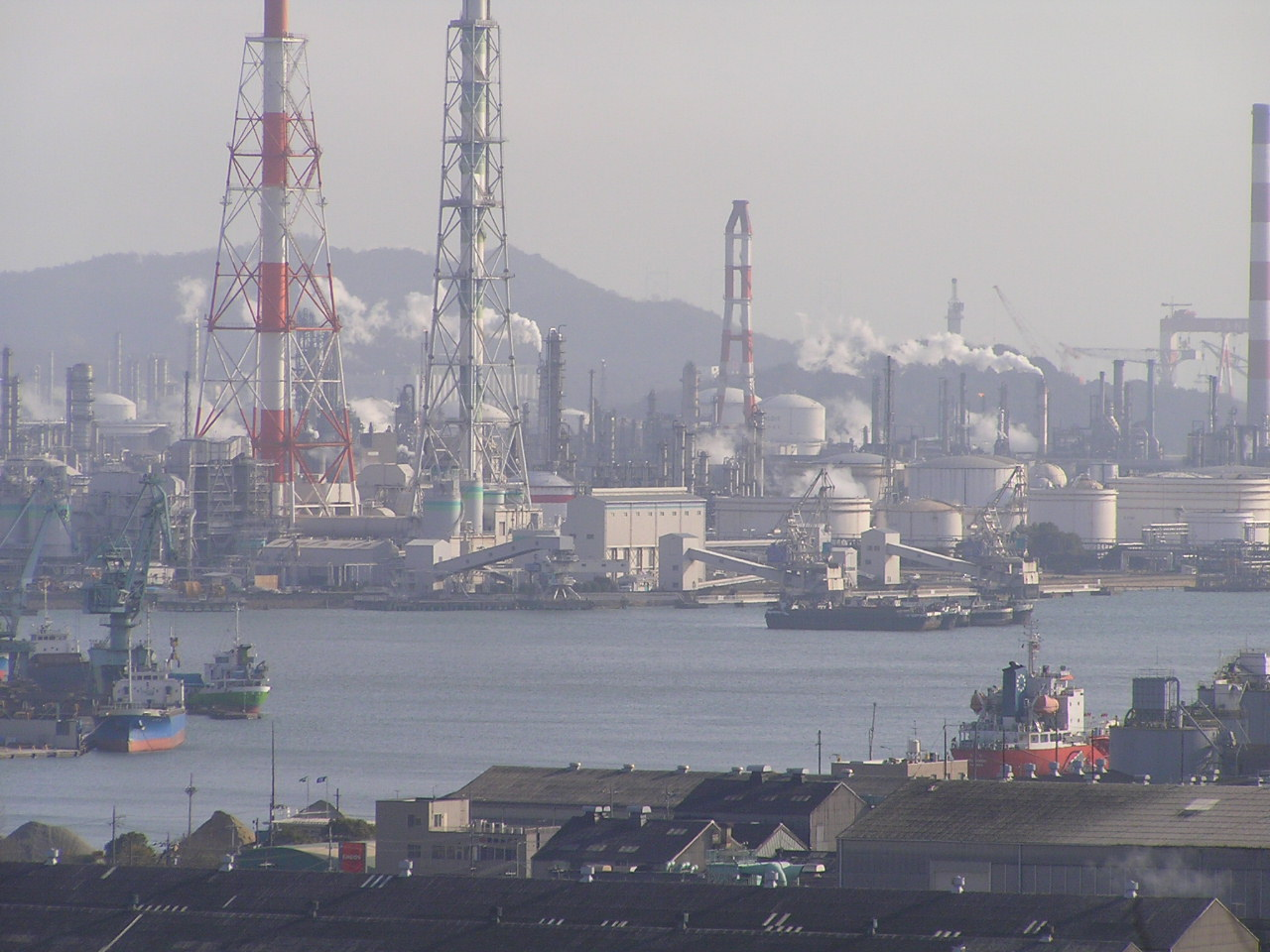
Ein Industriegebiet in Japan

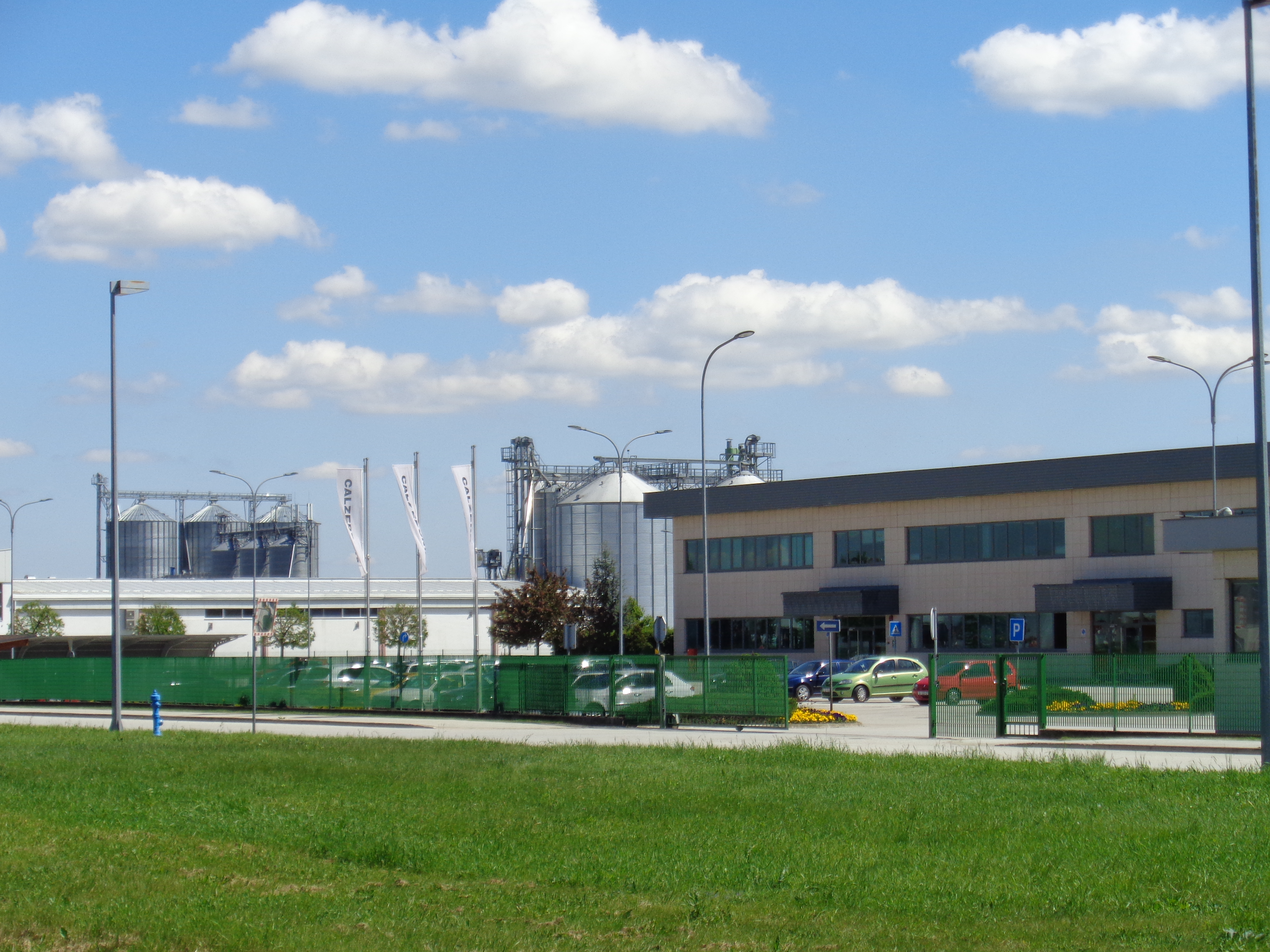
Eine Industriezone in Kroatien

Ein Industriegebiet, auch Industriezone, Industriezentrum, Industriestandort, ist – ähnlich dem Gewerbegebiet – ein vorzugsweise für Produktionsbetriebe vorgesehenes Baugebiet oder allgemeiner eine intensiv industrialisierte Gegend (Industrieregion, Industrieraum).

## Grundlagen
Vom Gewerbegebiet im eigentlichen Sinne unterscheidet sich ein Industriegebiet durch die Ansiedlung von Betrieben, die ein bestimmtes Maß an Umweltbelastungen wie Lärm, Luftschadstoffe, Staub und Gerüche erzeugen und darum insbesondere von Wohngebieten ferngehalten werden sollen. Es soll von Wohn- und Mischgebieten (gemischte Nutzung) ausreichend abgetrennt sein, für Schwerverkehr und andere Infrastruktur erschlossen (z. B. Gleisanschluss, Energie, Entsorgung) und mit speziellen Umweltauflagen belegt werden. Industriegebiete können – örtlich bedingt – noch weiteren Einschränkungen oder Erlaubnissen unterliegen.
Im geographischen Sinne werden als Industriegebiete (Industrieregionen) allgemeiner und auch großräumiger alle Regionen bezeichnet, die eine überdurchschnittlich hohe Industriedichte aufweisen. Von alters her meint man damit meist Schwerindustrie, zum Beispiel das Ruhrgebiet, Oberschlesien oder das Donezbecken (dann im deutschen oft speziell Industrierevier). Solche altindustrialisierten Gebiete wurden bereits teilweise deindustrialisiert.
Industrieraum ist ein recht moderner Begriff der Raumplanung für eine siedlungs- und wirtschaftsgeographische Einheit, die aus einem (oder mehreren) „mehr oder weniger zusammenhängenden, teilweise auch grenzüberschreitenden“ Industriegebieten besteht.

## Nationales

### Deutschland

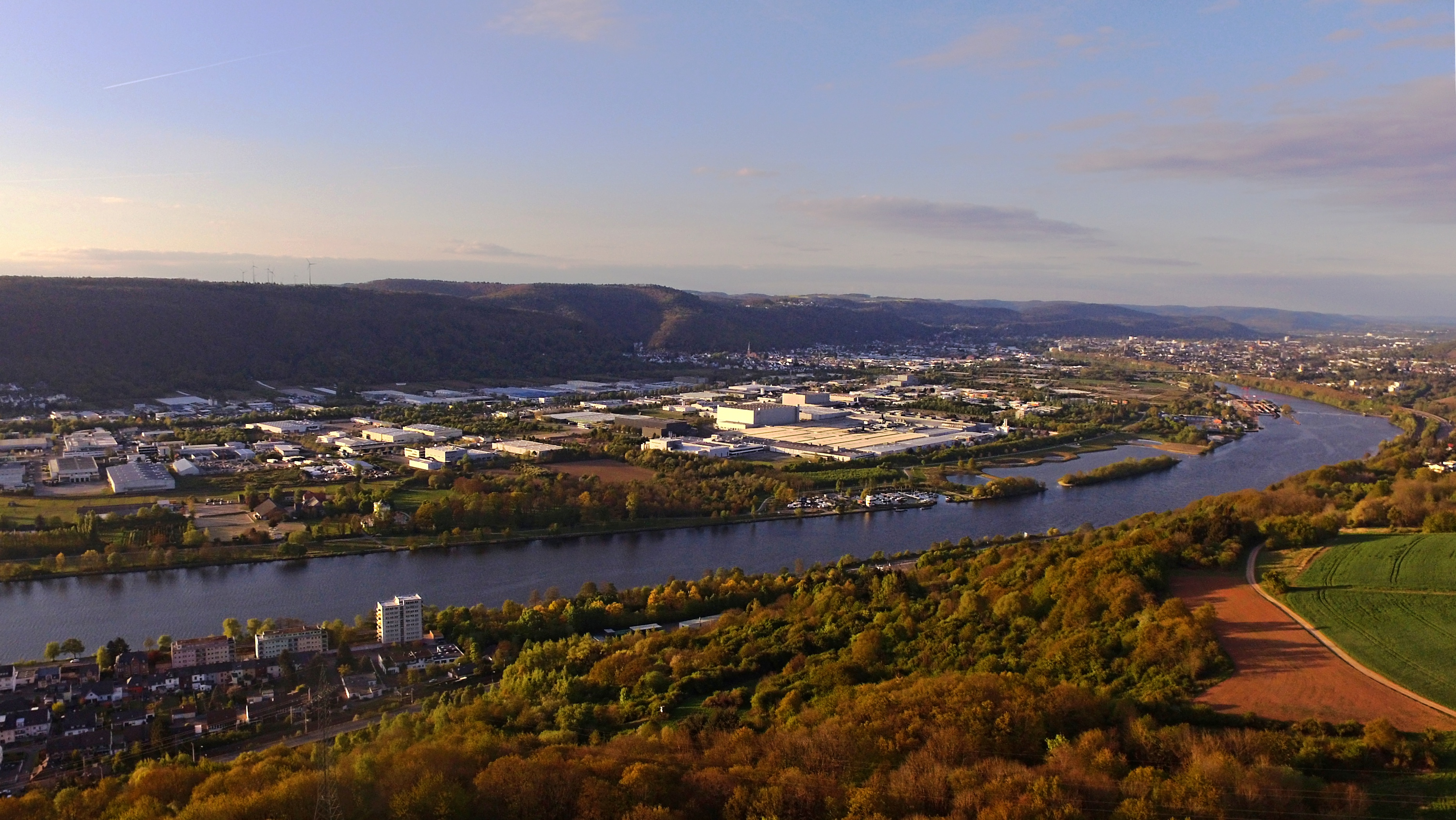
Industriegebiet in Trier-Zewen (im Vordergrund die Mosel)

In Deutschland wird ein Industriegebiet grundsätzlich im Flächennutzungsplan ausgewiesen. Die in einem Industriegebiet zulässigen Nutzungen sind in § 9 der deutschen Baunutzungsverordnung (BauNVO) geregelt. Weitere Einzelheiten für ein Industriegebiet werden durch einen Bebauungsplan festgesetzt. In einem Industriegebiet sollen besonders störende Betriebe, die aus Lärmschutzgründen in einem Gewerbegebiet nicht zulässig sind, angesiedelt werden, um die Orientierungswerte der DIN 18005 einzuhalten. Diese Orientierungswerte betragen für Gewerbegebiete 65 dB am Tage und 55 dB in der Nacht, so dass die Lärmpegel in einem Industriegebiet wesentlich höher liegen können. Dabei ist ein entsprechender Abstand insbesondere zu Wohngebieten einzuhalten.

### Österreich
Der Flächenwidmungsplan und der Bebauungsplan, in denen die Bebauung und Nutzung festgelegt wird, ist in den Bau- und Raumordnungs-Gesetzen der Länder festgelegt.
Landesspezifische Regelungen (Auswahl):
- In Kärnten sind als Industriegebiete „jene Grundflächen festzulegen, die bestimmt sind für Betriebsgebäude und dazugehörige sonstige bauliche Anlagen von gewerblichen Klein- und Mittelbetrieben, von gewerblichen Großbetrieben und von Industriebetrieben, die erheblichen Umweltbelastungen verursachen“ (Kärntner Gemeindeplanungsgesetz 1995 – K-GplG)[4]
- In Oberösterreich sind Industriegebiete eine Erweiterung des Betriebsbaugebietes, in denen auch Betriebe und Lagerplätze aufgenommen werden können, „die auf Grund ihrer Betriebstype die Umgebung (insbesondere durch Lärm, Staub, Geruch oder Erschütterungen) erheblich stören“ oder „(insbesondere durch Dämpfe, Gase, Explosionsstoffe oder durch Strahlung) gefährden“ (Oö. Raumordnungsgesetz 1994 – Oö. ROG)[5]
- Salzburg: Industriegebiet (IG): in einem solchen sind „bauliche Anlagen für Betriebe, die eine übermäßige Beeinträchtigung der Umgebung verursachen“, zulässig  (Raumordnungsgesetz 1998 – ROG)[6]

Industriezone (Indz) ist nach der österreichischen topographischen Siedlungskennzeichnung auch eine eigenständige Siedlungsform, die sich meist auf die kleinstrukturelle bebauungsplanerische Ausweisung bezieht: Diese kleinräumigen Industriegebiete verstreuen sich durchwegs entlang der örtlichen und regionalen Verkehrs- und Entwicklungsachsen, was auch der Zweck der Ausweisung in Raum- und Bauordnung ist.
Großmaßstäbliche Industriegebiete, also Häufungen kleinskaliger industrieller Konzentration, gibt es in Österreich traditionell im Raum Wien und Umgebung – das modellhafte Industrieviertel Niederösterreichs, im Oberösterreichischen Zentralraum Linz–Wels–Unteres Trauntal, im Oberösterreichischen Inntal in Nachbarschaft zum bayerischen Chemiedreieck, im Tiroler Inntal, im Vorarlberger Rheintal, im Raum Grazer Becken, sowie im steirischen Mur-Mürz-Tal nahe der uralten Eisenindustrie des Erzbergs, mit einem Fokus auf metallverarbeitende Industrie und Werkstoffe. Die Industriezonen Österreichs sind landesweite Wirtschaftsmotoren, die auch in die Nachbarländer weiterwirken.

## Namenkunde
Industriegebiet ist auch der Eigenname zahlreicher Stadtbezirke oder Stadtteile von Städten, wie z. B. Bayreuth, Konstanz, Landshut, Greifswald, Radevormwald, Koblenz (aufgelöst durch Aufteilung zwischen benachbarten Stadtteilen am 1. Januar 2007) und Halle (Saale) (hier: Industriegebiet Nord). Diese Stadtteilbezeichnungen gehen auf die vorherrschende historische Nutzung als Industriegebiet zurück.